# Simone Orlandini

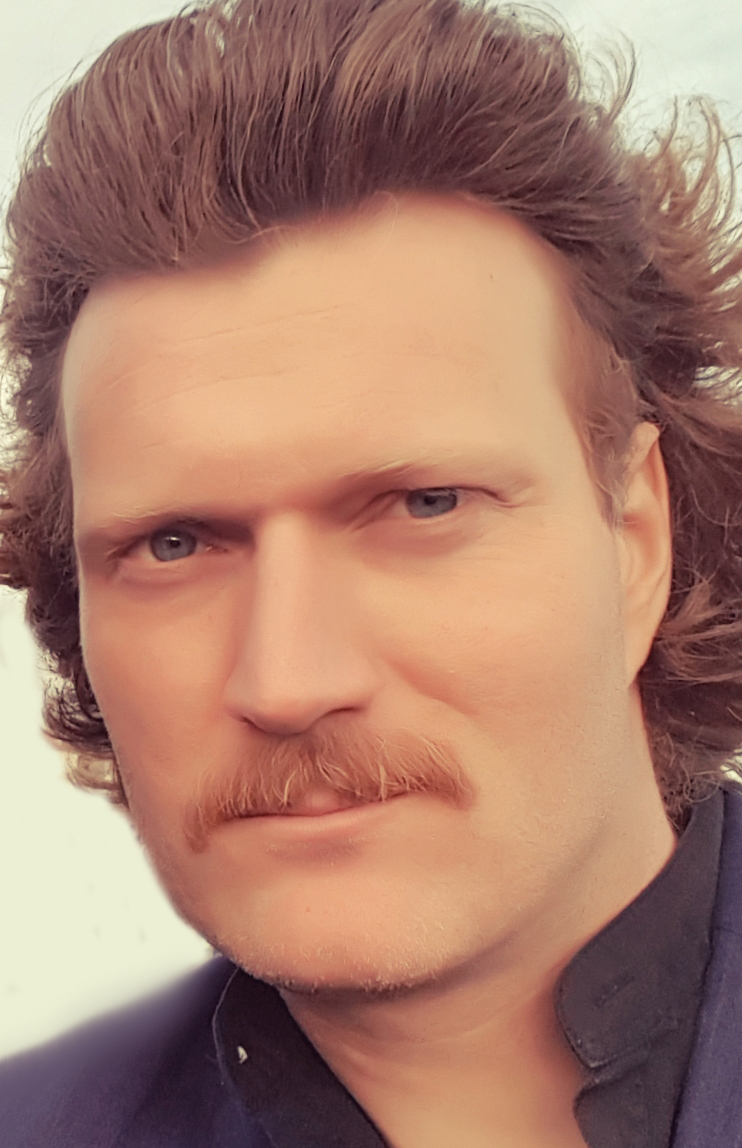
Simone Orlandini (2017)

Simone Orlandini (* 13. Januar 1977 in Livorno, Italien) ist ein italienischer Regisseur, Schauspieler, Schriftsteller, Forscher und Filmproduzent.
Er wohnt seit 2011 in Deutschland.

## Leben
Orlandini studierte Kunstgeschichte und der Theater- und Filmwissenschaften an der Universität DAMS in Bologna. Während seiner Studienzeit gründet er LIST (laboratorio internazionale per la sperimentazione teatrale) ein internationales experimentales Theaterlaboratorium, das ihn nach Nordeuropa, insbesondere nach Dänemark an das Odin Teatret von Eugenio Barba führte. 
Er begann seine Karriere als Schauspieler und Theaterregisseur, um dann als Filmregisseur weiterzuarbeiten. Er veröffentlichte „Il processo produttivo, Il training dell'attore e Il teatro e la sperimentazione“.
1999 gründete er die Produktionsfirma DNA Cinematografia srl und anschließend die Universal Acedemy srl, Triskelion Film Entertainment ltd., Atlantis Film ltd. und die Rebis Film GmbH.
Er hat verschiedene Drehbücher mit dem Produzenten Alfredo Bini geschrieben, wie u. a. Waiting, North Pole und Fabbrica. Nach dem Tod Bini´s akquirierte Orlandini eine Vielzahl von Materialien aus Bini´s Nachlass, unter anderem L'Inferno, ein filmisches Projekt, welches der Regisseur Franco Zeffirelli 1974 inszenieren wollte. 
Orlandini inszenierte Spielfilme wie Nuvole Rosse (2001), Fabbrica (2005), Waiting (2013) und einige Dokumentar- und Experimentalfilme.
Er hatte 2012 die Produktion des Films Händel unter der Regie von Franco Battiato mit den Darstellern Johannes Brandrup und Willem Dafoe angekündigt.
2014 optierte Orlandini als Spitzenkandidat für die Liste Italiani a Berlino  und ist seit März 2015 auf 5 Jahre gewähltes Mitglied der Comites für den Konsularbezirk Berlin-Brandenburg.
Er wurde als Gast auf die Films4Climate Conference auf den Internationalen Film Festival in Guadalajara, 2016 (Mexiko) eingeladen und präsentierte sich dort als Produzent den Dokumentarfilm Global Village unter der Regie von Teresina Moscatiello. Der Film porträtiert das nördlichste Forschungsdorf der Welt und dessen Bewohner und deren Forschungen zum Klimawandel.

## Forschungsprojekt
Orlandini ist der Präsident des World Arctic Fund, einer NGO für den Schutz und die Erhaltung der Arktis.
Am 25. November 2016 wurde im Soho house Berlin die erste wissenschaftliche Expedition POLAR4 vorgestellt, eine Forschungsexpedition die den Zustands der Meere und der Umwelt am Nordpol erfassen und Relikte des Luftschiffs „Italia“ suchen soll. Dieses wurde von General Umberto Noble befehligt, der, nachdem er den Nordpol erreicht hatte, gefallen ist. 
Orlandini wird der Leiter der Flotte sein, die in der Nordpol besuchen und erforschen wird.
Die Mission wird von mehr als 20 internationalen Partnern wie Universitäten, Weltraumorganisationen, der Cousteau Ocean Futures Society, CNR National Research Council of Italy, der italienischen geographischen Gesellschaft und unter anderen auch von Bianca Jagger unterstützt.

## Filmografie Futures
- 1999: Draps
- 2001: Nuvole rosse
- 2003: Up & Down
- 2004: Ariel - Omaggio a Sylvia Plath
- 2004: Violentia
- 2005: Fabbrica
- 2005: Samurai
- 2006: Il Buddismo
- 2006: Sopralluoghi in Georgia
- 2013: Waiting
- 2016: Global Village